# Une partie du tout
 (juin 2012).
Si vous disposez d'ouvrages ou d'articles de référence ou si vous connaissez des sites web de qualité traitant du thème abordé ici, merci de compléter l'article en donnant les références utiles à sa vérifiabilité et en les liant à la section « Notes et références ».
Une partie du tout (A Fraction of the Whole) est un roman de l'auteur australien Steve Toltz, publié en 2008 aux éditions Spiegel & Grau. La traduction française est sortie en 2009 aux éditions Belfond.

## Résumé
L'histoire est centrée autour de la famille Dean. Jasper Dean, le fils, est en prison et écrit un livre sur son père Martin Dean et son oncle Terry. L'éducation particulièrement excentrique reçue par Jasper, la philosophie éclatante de son père, leurs voyages de l'Australie à la Thaïlande en passant par Paris constituent le décor de ce livre.

## Distinctions
- 2008 : finaliste du prix Booker